# Ransom (Illinois)
Ransom – wieś w Stanach Zjednoczonych, w stanie Illinois, w hrabstwie LaSalle.